# Scilab
Scilab là gói phần mềm tính toán số phát triển từ năm 1990 bởi các nhà nghiên cứu từ INRIA và École nationale des ponts et chaussées (ENPC). Tạo ra vào tháng 5 năm 2003, nó được phát triển và duy trì bởi INRIA.

## Tổng quan
Scilab là ngôn ngữ lập trình hướng số bậc cao. Ngôn ngữ này cung cấp một môi trường lập trình diễn giải, với ma trận như kiểu dữ liệu chính. Bằng cách tính toán dựa trên ma trận, kiểu động, và quản lý bộ nhớ tự động, nhiều vấn đề có thể được thể hiện trong một số ít các dòng mã lệnh hơn so với các giải pháp tương tự trong các ngôn ngữ truyền thống như Fortran, C, hoặc C++. Điều này cho phép người dùng nhanh chóng xây dựng các mô hình trong phạm vi toán học. Trong khi ngôn ngữ cung cấp các phép toán ma trận cơ bản như phép nhân, gói Scilab cũng cung cấp một thư viện các phép toán bậc cao. Phần mềm này có thể được sử dụng cho xử lý tín hiệu, phân tích thống kê, xử lý ảnh, mô phỏng động lực chất lưu, và tối ưu hóa.
Cú pháp của Scilab tương tự như MATLAB, Scilab bao gồm bộ chuyển đổi mã nguồn từ MATLAB. Scilab hiện sẵn dùng miễn phí dưới giấy phép mã nguồn mở. Do tính chất đó một số đóng góp của người dùng đã được tích hợp vào Scilab.

## Giấy phép
Dòng Scilab 5 được phân phối dưới giấy phép GPL-phù hợp với giấy phép CeCILL.
Trước phiên bản 5, Scilab là phần mềm nửa miễn phí theo danh nghĩa phần mềm tự do. Lý do của việc này là do các giấy phép của phiên bản trước đó bị cấm phân phối thương mại theo khoản 6 của định nghĩa mã nguồn mở.

## Cú pháp
Cú pháp của Scilab phần lớn dựa trên ngôn ngữ MATLAB. Cách đơn giản nhất để thực hiện mã lệnh Scilab là gõ vào dấu nhắc -->, trong cửa sổ lệnh. Bằng cách này, Scilab được sử dụng như shell toán học tương tác.